# Carl-Olov Skeppstedt
Carl-Olov Skeppstedt, född 25 november 1922 i Kungsholms församling i Stockholm, död 18 september 1996 i Hägersten, var en svensk klippare.
Skeppstedt medverkade som klippare till över hundra svenska filmer mellan åren 1947 och 1985. Han medverkade även i en mindre roll i filmen Fröken Julie. Skeppstedt är gravsatt i minneslunden på Skogskyrkogården i Stockholm.

### Fotnoter
1. 1 2  ”Carl-Olov Skeppstedt”. Svensk Filmdatabas. http://www.sfi.se/sv/svensk-filmdatabas/Item/?type=PERSON&itemid=62731. Läst 14 mars 2013.
2. ↑  SvenskaGravar